# Anaïs Belouassa-Cherifi
Anaïs Belouassa-Cherifi, née le 7 février 1995 à Thionville (Moselle), est une femme politique française, membre de La France insoumise, élue députée de la première circonscription du Rhône en juillet 2024.

## Biographie

### Formation et débuts politiques
Engagée à l'Union nationale des étudiants de France (UNEF) pendant ses études, elle est diplômée en sciences politiques de l'université de Lyon 2. Elle rejoint d'abord le Parti radical de gauche avant de s'engager auprès de la France insoumise en 2017 ou 2019 (selon les sources). Elle est d'origine algérienne par son grand-père maternel qui travaillait dans les mines. Elle est investie dans le club de handball de Bron, où elle a joué en pro-nationale. Elle a aussi été éducatrice sportive. 
Pour l'élection présidentielle française de 2022, elle est secrétaire générale de la campagne de Jean-Luc Mélenchon, et perçue comme faisant partie de son cercle proche. 
Aux élections européennes de 2024, elle est en 35e position sur la liste de la France insoumise, ce qui ne lui permet pas d'être élue.

### Mandat parlementaire
Aux élections législatives de 2024, elle est élue députée sous l'étiquette Nouveau Front Populaire, dans la première circonscription du Rhône. Sa candidature à Lyon en 2024 a été présentée dans la presse locale comme un parachutage,,,  ce dont elle se défend en rappelant habiter depuis plus de 10 ans à Lyon.
Anaïs Belouassa-Cherifi siège au sein de la commission des affaires sociales. Elle s'engage particulièrement sur les questions de handicap et de logement.
En juillet 2025, Le Monde indique qu'elle prépare sa candidature aux élections municipales de 2026 à Lyon.

## Synthèse des résultats électoraux

### Élections législatives
| Année | Parti | Parti | Circonscription | 1er tour | 1er tour | 1er tour | 2d tour | 2d tour | 2d tour | Issue |
| Année | Parti | Parti | Circonscription | Voix     | %        | Rang     | Voix    | %       | Rang    | Issue |
| ----- | ----- | ----- | --------------- | -------- | -------- | -------- | ------- | ------- | ------- | ----- |
| 2024  |       | LFI   | 1re du Rhône    | 22 045   | 42,62    | 1re      | 23 970  | 46,60   | 1re     | Élue  |